# Lettre d'adieu (suicide)
Pour les articles homonymes, voir Lettre d'adieu.

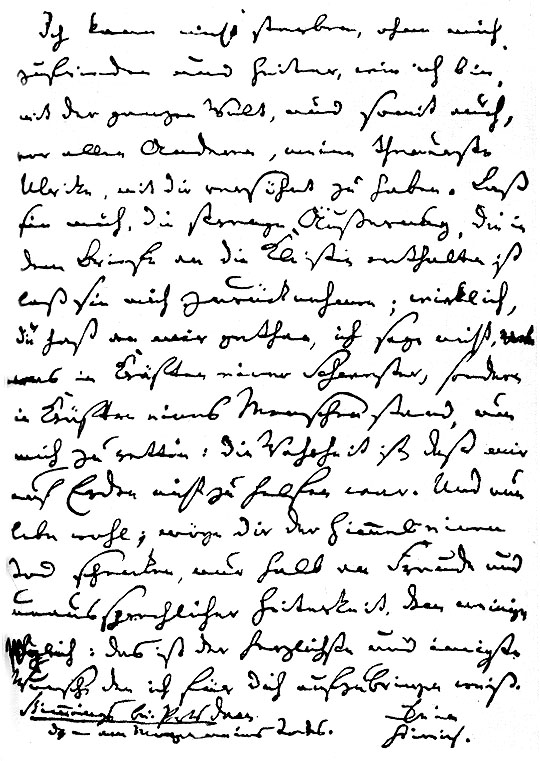
Lettre d'adieu du poète allemand Heinrich von Kleist, laissée avant son suicide en 1811.

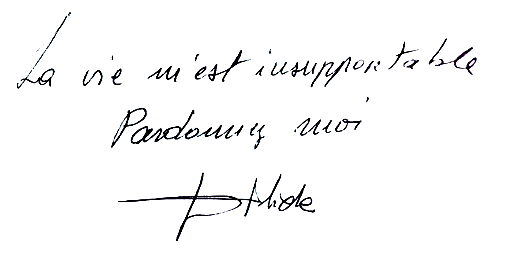
Mot d'adieu de Dalida avant son suicide le 3 mai 1987.

Une lettre d'adieu, ou plus généralement un message d'adieu, est un message laissé par l'auteur d'un suicide avant son passage à l'acte. Elle explique, dans certains cas, les raisons qui ont poussé l'auteur à quitter le monde des vivants. Le message d'adieu peut prendre la forme d'une note manuscrite, mais il peut également s'agir d'un enregistrement audio ou vidéo, ou d'un courriel.
Selon les études, l'estimation de la proportion des personnes laissant une lettre d'adieu avant de s'ôter la vie varie entre 25 et 30 %,. Ce pourcentage change selon l'ethnie ou les différences culturelles pouvant atteindre 50% dans certains cas. L'une des premières études systématiques consacrée aux lettres d'adieu daterait de 1856, année de parution de l'ouvrage Du suicide et de la folie-suicide : considérés dans leurs rapports avec la statistique, la médecine et la philosophie du médecin psychiatre français Alexandre Brière de Boismont.

## Raisons
Plusieurs disciplines telles que la sociologie, la psychiatrie et la graphologie ont fait des recherches pour comprendre pourquoi les personnes qui voulaient se suicider laissent une lettre d'adieu.
Selon Lenora Olsen, auteur d'une thèse intitulée The use of suicide notes as an aid for understanding motive in completed suicides à l'université de l'Utah en 2005, on retrouve un ou plusieurs éléments parmi les motivations courantes pour laisser une lettre d'adieu.
Elles peuvent être motivées par les souhaits suivants :
- soulager la peine des connaissances de la victime et dissiper tout sentiment de culpabilité ;
- augmenter la peine des survivants et créer un sentiment de culpabilité ;
- expliquer les raisons du suicide ;
- exprimer les pensées et émotions que la personne n'a pu exprimer de son vivant ;
- donner des instructions quant aux dispositions à prendre post-mortem ;
- éventuellement, confesser avoir commis un meurtre ou d'autres actes répréhensibles[3],[4]. Cela peut être aussi le cas pour ce qu'on appelle le meurtre-suicide[5].

## Littérature
La lettre d'adieu peut constituer un élément littéraire à caractère romanesque, voire un genre littéraire lorsque celle-ci est fictive. Plusieurs écrivains ont écrit des lettres d'adieu dans le cadre de leurs œuvres. Dans Lettre à mon juge de Georges Simenon paru en 1947, l'écrivain imagine la lettre d'adieu d'un médecin de famille condamné pour le meurtre de sa compagne, adressée au juge d'instruction peu avant sa mort. Dans L'Antiphonaire de Hubert Aquin paru en 1969, l'auteur achève son roman par la lettre d'adieu d'Albert Franconi, médecin de Robert Bernatchez, adressée à sa femme Suzanne Bernatchez.
Paru en 2023, le recueil Écrits fantômes : Lettres de suicides, 1700–1948, édité par Vincent Platini, présente 220 lettres de suicide non-fictives écrites sur plus de deux siècles par des personnes ordinaires. Le recueil est organisé thématiquement et fournit à chaque fois un cadre historique au texte. L'accent est mis sur les qualités littéraires des lettres qui sont considérées comme des « écrits de soi », permettant de se réinventer soi-même.

## Personnalités ayant laissé une lettre d'adieu
- Leelah Alcorn, adolescente transgenre américaine. Elle a été obligée par ses parents à suivre une thérapie de conversion.
- Leandro N. Alem, juriste, homme politique et sénateur argentin. Il se suicida en 1896 après avoir été trahi par les membres de son parti radical partis rejoindre le parti frauduleux du régime alors en place dans le pays. Il laissa une lettre pour les dénoncer, y figuraient son propre neveu et l'héritier pressenti pour lui succéder à la tête du parti, le futur président Hipólito Yrigoyen.
- Korechika Anami, « moi, avec ma mort, je demande humblement à l'Empereur de me pardonner mon grand crime ». Les historiens sont divisés quant à savoir à quel crime il faisait référence. Il est possible qu'il faisait allusion à sa participation au coup d'état manqué contre l'empereur Hirohito dans les heures qui suivirent la décision de reddition du Japon à la fin de la Seconde Guerre mondiale.
- Roger Angleton, meurtrier de sa sœur, la fameuse bookmaker Doris Angleton.
- José Manuel Balmaceda Fernández, président chilien.
- Cliff Baxter (en), CEO de la société Enron pour l'Amérique du nord, suicidé dans sa Mercedes-Benz S500 d'une balle dans la tête laisse à son épouse Carol dans la voiture de celle-ci une surprenante lettre d'adieu non signée, deux mois après l'effondrement frauduleux d'Enron.
- Clara Blandick, actrice américaine connue pour son interprétation de Tante Em dans le film de 1939 Le Magicien d'Oz. Sa lettre d'adieu disait : « Je suis sur le point de vivre LA grande aventure ».
- Eustace Budgell, écrivain anglais ayant affirmé : « Ce que Caton fit, et Addison approuva, ne peut être erroné… »
- Leslie Cheung, acteur et musicien hongkongais ayant souffert de dépression clinique.
- Eduardo Chibàs, politicien et star de la radio cubaine. Il s'est donné la mort pendant son émission en commentant le tout comme une lettre d'adieu orale. Il critiqua la corruption généralisée du régime au pouvoir.
- Christine Chubbuck, journaliste et animatrice américaine sur WXLT TV (Sarasota, Floride). Elle se suicida en direct à la télévision, se tirant une balle dans la tête, pendant qu'elle présentait les informations.
- Kurt Cobain, chanteur vedette du groupe Nirvana. Sa lettre d'adieu était adressée à l'ami imaginaire de son enfance et donnait les raisons pour lesquelles il quittait Nirvana. S'ensuivait un message pour sa femme, Courtney Love et sa fille, Frances Bean Cobain. Le message faisait référence également à Neil Young et à sa célèbre phrase « it's better to burn out than to fade away » (« il vaut mieux se consumer franchement plutôt que s'éteindre à petit feu ») tirée de la chanson Hey Hey, My My extraite de l'album Rust Never Sleeps de Neil Young[8].
- Ida Craddock, condamnée à la prison en 1902 pour avoir envoyé par la Poste des manuels sexuellement explicites sur le mariage dont elle était l'auteure. Elle rédigea un message d'adieu public destiné à ses lecteurs dans lequel elle condamna Anthony Comstock, principal initiateur de la loi Comstock qui lui valut sa condamnation.
- Ian Curtis, chanteur vedette de Joy Division. Tôt le 18 mai 1980, il s'est pendu dans la cuisine de sa maison située au 77 Barton Street à Macclesfield. Il venait de voir le film Stroszek de Werner Herzog et écoutait The Idiot d'Iggy Pop.
- Adam Czerniaków, nommé à la tête du Judenrat du ghetto de Varsovie. Il refusa de rassembler les juifs et se suicida le 23 juillet 1942 en avalant une capsule de cyanure, un jour après le début de l'extermination en masse des Juifs connue sous le nom de Grossaktion Warsaw[9]. Il laissa à sa femme un message qui disait : « Ils demandent que je tue les enfants de mon peuple de mes propres mains. Pour moi, il n'y a plus rien d'autre à faire que de mourir »[10]. Une autre lettre destinée à l'un des membres du Judenrat disait : « Je ne peux pas supporter cela plus longtemps. Mon acte montrera à tous quelle est la chose à faire. »
- Dalida, chanteuse. Elle écrivit : « La vie m'est insupportable… Pardonnez-moi » (cf. image plus haut).
- Brad Delp, compositeur et chanteur américain du groupe rock Boston. Il laissa le message suivant : « Mr Brad Delp, I am a lonely soul » (« Je suis une âme solitaire »).
- Budd Dwyer, homme politique de Pennsylvanie. Il lut un message préparé à l'avance pendant une conférence de presse télévisée avant de se tirer une balle en pleine tête.
- George Eastman, inventeur du film de 35 mm et fondateur d'Eastman Kodak. Son message disait : « Chers amis, mon travail est fait. Pourquoi attendre ? »
- Lee Eun-ju, actrice sud-coréenne. Elle laissa une lettre d'adieu griffonnée dans son sang disant : « Chère Maman, je suis désolée et je t'aime ». Un second message disait : « Je voulais en faire plus. Même si je vis, je ne suis pas réellement vivante. Je ne veux décevoir personne. C'est bien d'avoir de l'argent… J'ai voulu avoir de l'argent ».
- Jean Eustache, réalisateur français de cinéma. S'enferme dans sa chambre et se tire une balle dans le cœur après avoir pris soin de punaiser un mot sur la porte : « Frappez fort. Comme pour réveiller un mort ».
- Justin Fashanu, footballeur anglais gay accusé d'agression sexuelle dans l'état du Maryland. Sa lettre d'adieu réfutait toutes les charges qui pesaient contre lui[11], disant que le jeune homme était consentant et qu'il avait fui en Angleterre parce qu'il craignait ne pas avoir de procès équitable en raison de son homosexualité[11]. « J'ai réalisé que j'étais déjà déclaré coupable, je ne veux pas embarrasser davantage mes amis et ma famille ».
- James Forrestal, ancien secrétaire à la Défense et secrétaire à la Marine des États-Unis.
- Vince Foster, conseiller juridique de la Maison-Blanche durant les premiers mois de la présidence de Bill Clinton, il fut également un partenaire juridique et ami d'Hillary Clinton. Sa lettre d'adieu, une ébauche d'une lettre de démission, a été retrouvée déchirée en 27 morceaux dans sa mallette. Elle contenait une liste de récriminations incluant spécifiquement les rédacteurs du Wall Street Journal qui mentaient impunément[12] et une plainte, « Je ne suis pas fait pour ce métier ni pour vivre sous le feu des projecteurs à Washington. Ici, ruiner quelqu'un est considéré comme un sport ».
- Misao Fujimura, étudiant en philosophie. Il grava son message d'adieu sur un arbre. Le suicide résulta de plusieurs suicides mimétiques (voir Effet Werther).
- Romain Gary, écrivain français. Il rédigea une lettre d'adieu mystérieuse datée "Jour J" restant très vague sur les raisons de son suicide puis, allongé sur son lit, se tira une balle dans la bouche vêtu d'une magnifique robe de chambre rouge qu'il venait d'acheter. En fin de message, il avait indiqué : « Je me suis bien amusé. Adieu et merci ».
- Pete Ham, leader du groupe rock Badfinger. Dans son message d'adieu, Ham rendait le manager du groupe responsable de sa ruine financière, l'appelant « un bâtard sans âme. Je l’emmènerai avec moi ».
- Tony Hancock, comédien britannique mort en 1968. Son message d'adieu incluait la ligne « Trop de choses semblaient aller de travers trop souvent ».
- Mitchell Heisman, jeune homme de 35 ans diplômé en psychologie à l'Université d'Albany. Sa lettre d'adieu particulière et non conventionnelle de 1 905 pages abordait divers thèmes allant de la nature humaine à la science en passant par la société, la religion et la technologie. Le message d'adieu ressemblait davantage à un tome de philosophie. Le livre Suicide Note a d'ailleurs été publié et est téléchargeable gratuitement sur Internet[13]. Il s'est suicidé par arme à feu sur le campus de l'Université Harvard[14],[15].
- Rudolf Hess, criminel de guerre nazi qui s'est suicidé dans la prison de Spandau. « Merci aux directeurs de bien vouloir faire parvenir cette lettre aux miens. Écrit quelques minutes avant ma mort ».
- Abbie Hoffman, activiste politique américain (de facto leader de la contre-culture des années 1960) et auteur de Steal this Book qui lui valut l'infamie à cause du procès contre la manifestation anti-Vietnam des Chicago Eight. Il souffrait de troubles bipolaires et mourut en avril 1989.
- Jerzy Kosinski, romancier polono-américain. Il a écrit : « Je vais m'endormir maintenant pour un peu plus longtemps que d'habitude. Appelez ça l'Éternité »
- Martin Manley (1953–2013), écrivain sportif américain et statisticien ayant travaillé pour The Kansas City Star. Afin d'écourter sa descente aux enfers dans la démence, il s'est suicidé le jour de son 60e anniversaire sur le parking d'un poste de police alors qu'il était au téléphone avec les secours (911) pour les informer de ce qu'il était en train de faire[16],[17]. Il a passé plus d'un an à préparer un site web qui expliquait son suicide. Yahoo! l'a retiré du réseau et a également supprimé son blog sportif qui n'a pas été recréé.
- Yukio Mishima, écrivain japonais. Son message d'adieu expliquait pourquoi il avait incité les Forces japonaises d'autodéfense à la mutinerie.
- Roh Moo-hyun, ancien président de la Corée du Sud. Sa lettre d'adieu exprimait ses remords aux peuple, clamant qu'il était « un fardeau pour certains ».
- John Noble, résident de Las Vegas. Il laissa une lettre de 270 pages contenant une table des matières et un DVD de 2 heures. Il se suicida par arme à feu au buffet de l'hôtel-casino M Resort privé de buffet gratuit.
- Per Yngve « Dead », chanteur vedette du groupe de black métal Mayhem. Son message d'adieu disait en partie : « Excusez tout le sang et le bruit causé par le coup de feu ».
- Freddie Prinze, acteur  américain connu pour son rôle dans le sitcom Chico and the Man. Il est le père de Freddie Prinze Jr..
- Elliott Rodger, tueur de masse responsable de la tuerie d'Isla Vista en 2014. Il laissa un mémento de 108 000 mots intitulé Ma vie compliquée ainsi qu'une vidéo YouTube de 8 minutes indiquant ce qu'il était sur le point de faire.
- Gustave Roussy, neurologue et cancérologue franco-suisse, homme le plus riche de France, héritier de la société Nestlé, à la suite d'une campagne de calomnies contre lui, rate son suicide en s'empoisonnant, reste plusieurs jours dans le coma puis réussit à sa deuxième tentative en s'ouvrant les veines.
- George Sanders, acteur britannique lauréat de l'Oscar du meilleur acteur. Sa lettre disait simplement : « Cher monde, je m'en vais parce que je m'ennuie. Je sens que j'ai vécu assez longtemps. Je te laisse avec tes soucis dans ce cloaque puant. Bonne chance ».
- Elliott Smith, chanteur-compositeur ayant souffert d'addiction et de dépression. Selon le médecin légiste, sa lettre d'adieu disait : « Je suis désolé. Je vous aime. Elliot. Dieu me pardonne ». L'erreur dans le prénom est due semble-t-il au légiste mais il reste des doutes quant à savoir s'il s'agissait d'un suicide ou non.
- Pál Teleki, ancien Premier ministre de Hongrie. Il se suicida le 3 avril 1941 quand il apprit que l'armée allemande venait de commencer à se mettre en marche pour envahir la Yougoslavie. Il adressa sa lettre d'adieu au dirigeant du pays, le Régent Miklós Horthy.
- Hunter S. Thompson, créateur du journalisme gonzo.
- Lisandro de la Torre, avocat, homme politique et sénateur argentin qui lutta contre la corruption dans son Gouvernement dans le cadre de « la Década infame » (la décadence infamante) des années 1930. Finalement, abandonné par ses alliés et croyant son combat perdu, il se suicida en laissant un message décrivant la situation désespérée dans laquelle il se trouvait.
- Getúlio Vargas, avocat, politicien et président du Brésil de 1930 à 1945 et de 1950 à 1954. Il utilisa son suicide et sa lettre d'adieu (Carta Testamento) comme une arme contre ses ennemis.
- Mike von Erich (en), lutteur. Il se suicida parce qu'il pensait ne plus pouvoir être aussi bon qu'avant sa blessure à l'épaule. Ses frères Kerry et Chris se suicidèrent également.
- David Foster Wallace, écrivain américain auteur de nouvelles et essayiste. il laissa une lettre d'adieu de 2 pages et disposa avec soin le manuscrit de The Pale King (le Roi pâle) avant de se pendre dans le patio[18].
- Bob Welch, guitariste et chanteur du groupe Fleetwood Mac de 1971 à 1974. Il laisse une longue lettre de neuf pages ainsi qu'une lettre d'amour adressée à son épouse, puis se tire une balle dans la poitrine.
- Wendy O. Williams, chanteuse vedette du groupe punk américain Plasmatics. Elle laissa le message suivant : « Je ne pense pas que les gens devraient s'ôter la vie sans un certain temps de réflexion profonde et réfléchie ».
- Virginia Woolf, auteur féministe britannique et poétesse. Dans son message d'adieu, elle réitéra qu'elle était au bord d'une nouvelle dépression et qu'elle préférait mourir que d'endurer une nouvelle épreuve de la sorte. Sa lettre d'adieu finissait avec un message pour son époux et disait qu'elle l'aimait et le remerciait pour le temps passé ensemble.
- Stefan Zweig, écrivain autrichien, auteur de romans, essais, biographies, et de nombreuses nouvelles. Profondément humaniste et pacifiste, sa dernière œuvre Le Monde d'hier. Souvenirs d'un Européen témoigne de sa nostalgie de l'avant-guerre, et de sa souffrance face à ce qu'il considère comme la chute de la civilisation européenne. Exilé à cause du nazisme, il se suicide le 22 février 1942 à Petrópolis avec sa femme. Sa lettre d'adieu s'achève par ces mots : « Je salue tous mes amis. Qu’il leur soit accordé de voir l’aube après cette longue nuit ! Moi, trop impatient, les précède ».